# Aculeola nigra
- Commons
- Wikispecies

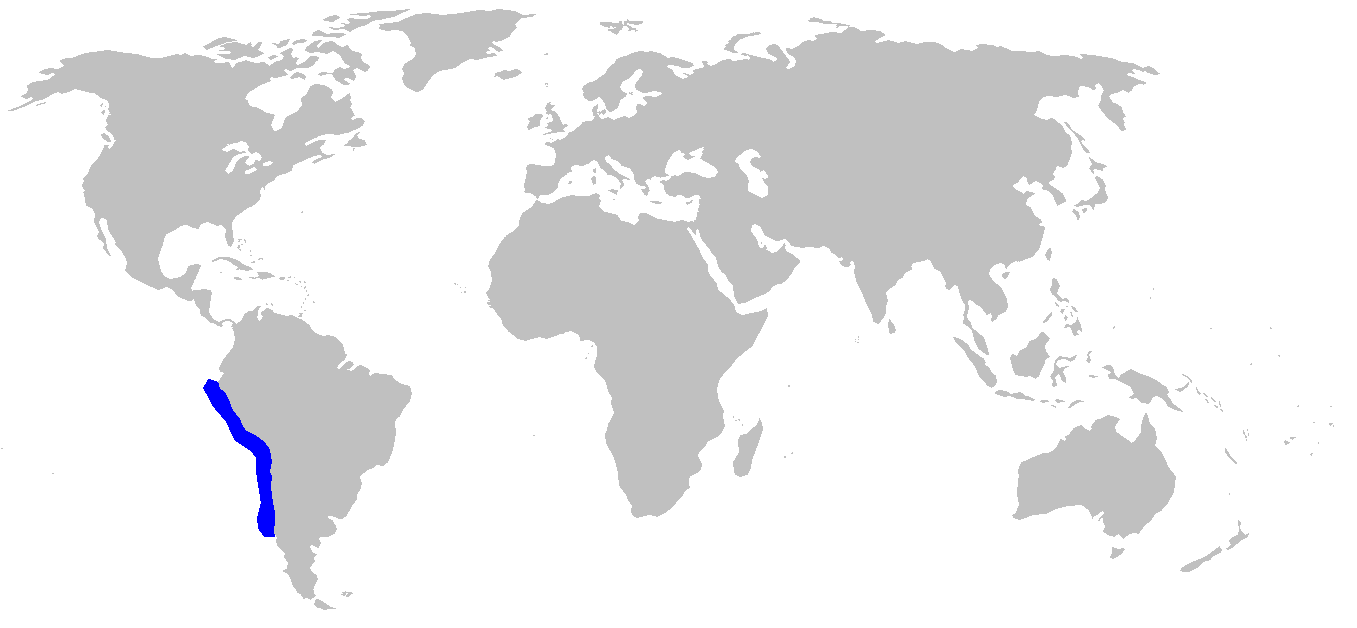
Mapa de distribuição do Aculeola nigra

Aculeola nigra é uma espécie de tubarão pertencente à família Etmopteridae.
Possui um focinho achatado e grandes olhos. A distância entre o olho e a primeira fenda branquial é relativamente elevada. Atinge um comprimento de 60 cm.

## Distribuição
Pode ser encontrado no sudeste do Pacífico, ao longo da costa da América do Sul, do Peru ao Chile.

## Habitat e comportamento
É uma espécie ainda pouco conhecida. Vive entre os 110 e 560 m de profundidade. É ovovivípara, com 3 crias por ninhada. Provavelmente alimenta-se de peixes ósseos e invertebrados.